# Константа гравітаційного зв'язку
У фізиці константа гравітаційного зв’язку - це константа, що характеризує гравітаційне тяжіння між заданою парою елементарних частинок. Зазвичай використовується електронна маса, а пов'язана константа зазвичай позначається αG Це безрозмірнісна величина, її числове значення не змінюється в залежності від вибору одиниць вимірювання, лише від вибору частинки. 

## Визначення
αG зазвичай визначається з точки зору гравітаційного тяжіння між двома електронами. Точніше, 
{\displaystyle \alpha _{\mathrm {G} }={\frac {Gm_{\mathrm {e} }^{2}}{\hbar c}}=\left({\frac {m_{\mathrm {e} }}{m_{\mathrm {P} }}}\right)^{2}\approx 1.7518\times 10^{-45}}
де: 
- G - гравітаційна константа ;
- me - маса спокою електронів ;
- c - швидкість світла у вакуумі ;
- ħ - зменшена константа Планка ;
- mP - маса Планка .

У одиницях Планка, де G = c = ħ = 4πε0 = 1, вираз стає квадратом маси електронів 
{\displaystyle \alpha _{\mathrm {G} }=m_{\mathrm {e} }^{2}\ .}
Це показує, що константа гравітаційного зв’язку може розглядатися як аналог постійної тонкої структури (також виражена в одиниці Планка): 
{\displaystyle \alpha =e^{2}\approx 7.29735\times 10^{-3}\ .}
Поки константа тонкої структури вимірює електростатичне відштовхування між двома частинками з рівним зарядом, величина яких дорівнює квадрату елементарного заряду, константа гравітаційного зв’язку вимірює гравітаційне притягнення між двома електронами. Це є одним зі способів вираження того, що "Гравітація є набагато слабшою силою, ніж електромагнітна взаємодія", оскільки αG на 42 порядки менший за α . 

## Вимірювання та невизначеність
Не існує відомого способу вимірювання αG безпосередньо, і CODATA не повідомляє його значення. Наведена вище оцінка розраховується із значень CODATA [Архівовано 25 грудня 2019 у Wayback Machine.] me та mP
У той час як me та ħ мають точне значення за визначенням, mP відомо лише на одну частину в 100000 ( в основному через те, G відома тільки одна частина в 50000 Звідси α G відомо лише чотирма значущими цифрами. Навпаки, константу тонкої структури α можна виміряти за допомогою аномального магнітного дипольного моменту електрона з точністю до кількох частин на 10 10 . 

## Пов'язані визначення
Нехай μ = mp/me = 1836.15267247(80) - безрозмірне відношення маси протона до електрона, відношення маси спокою протона до маси електрона . Інші визначення αG відрізняються від наведеного вище лише коефіцієнтом μ або його квадратом; 
- Якщо αG визначено, використовуючи масу одного електрона, me та одного протона ( mp = μme ), тоді αG = 1.752×10−45μ = 3.217×10−42, а α/αG ≈ 1039 . α/αG визначений таким чином, є C в Еддінгтоні (1935: 232), при цьому константа Планка замінює "зменшену" константу Планка;
- (4.5) у Barrow and Tipler (1986) мовчазно визначає α/αG як e2/Gmpme ≈ 1039 . Хоча вони не називають визначених таким чином α/αG, він все ж відіграє роль у їх широкому обговоренні астрофізики, космології, квантової фізики та антропного принципу ;
- N у Різі (2000) - α/αG = α/1.752×10−45μ2 = α/5.906×10−39 ≈ 1036, де знаменник визначається за допомогою пари протонів.

## Обговорення
Існує довільність у виборі, яку масу частинки використовувати (тоді як α - функція елементарного заряду, αG зазвичай є функцією маси спокою електронів ). У цій статті αG визначається через пару електронів, якщо не зазначено інше. І хоча зв’язок між αG і гравітацією дещо аналогічний відношенню постійної тонкої структури та електромагнетизму, важлива відмінність полягає в тому, що стандартне визначення αG описує співвідношення лише в частині маси електрона, тоді як константа тонкої структури відноситься до елементарного заряду, який є квантом, незалежним від вибору частинки. 
Електрон - це стабільна частинка, що має один елементарний заряд та одну електронну масу . Отже, співвідношення α/αG вимірює відносні сили електростатичної та гравітаційної сил між двома електронами. Виражені в натуральних одиницях (так що 4πG = c = ħ = ε0 = 1 ), константи стають α = e2/4π і αG = me2/4π, внаслідок чого значуще співвідношення α/αG = (e/me)2
 </br> . Таким чином, відношення заряду електрона до маси електронів (у природних одиницях ) визначає відносні сили електромагнітної та гравітаційної взаємодії між двома електронами. 
α на 43 порядки більше, ніж αG обчислений для двох електронів (або 37 порядків, для двох протонів). Електростатична сила між двома зарядженими елементарними частинками значно більша за відповідну гравітаційну силу між ними. Це тому, що заряджена елементарна частинка має в порядку один заряд Планка, але маса на багато порядків менша, ніж маса Планка . Гравітаційне тяжіння серед елементарних частинок, заряджених чи ні, може бути ігноровано. Гравітація домінує для макроскопічних об'єктів, оскільки вони дуже електростатично нейтральні. 
αG має просту фізичну інтерпретацію: це площа маси електронів, виміряна в одиницях маси Планка . В силу цього αG з'єднаний з механізмом Хіггса, який визначає маси спокою елементарних частинок . αG можна виміряти лише з відносно низькою точністю, і це рідко згадується у літературі з фізики. 
Оскільки 
{\displaystyle \alpha _{\text{G}}={\frac {Gm_{\text{e}}^{2}}{\hbar c}}=\left(t_{\text{P}}\omega _{\text{C}}\right)^{2}}
де tP - час Планка, αG пов'язаний з ωC, кутовою частотою Комптона, електрона . 

## Дивись також
- Константа зв'язку
- Числа без розмірів
- Константа тонкої структури
- Гравітаційна константа
- Проблема ієрархії